# Burnside Skatepark
Pour les articles homonymes, voir Burnside.
Burnside Skatepark est un skatepark situé à Portland dans l’Oregon aux États-Unis. Ce skatepark est proche du pont Burnside Bridge. Il a été construit illégalement par une communauté de skaters avec comme leader Marc Hubbard et Mark Scott sans permission mais a été approuvé par la suite par la ville de Portland comme un skatepark public.

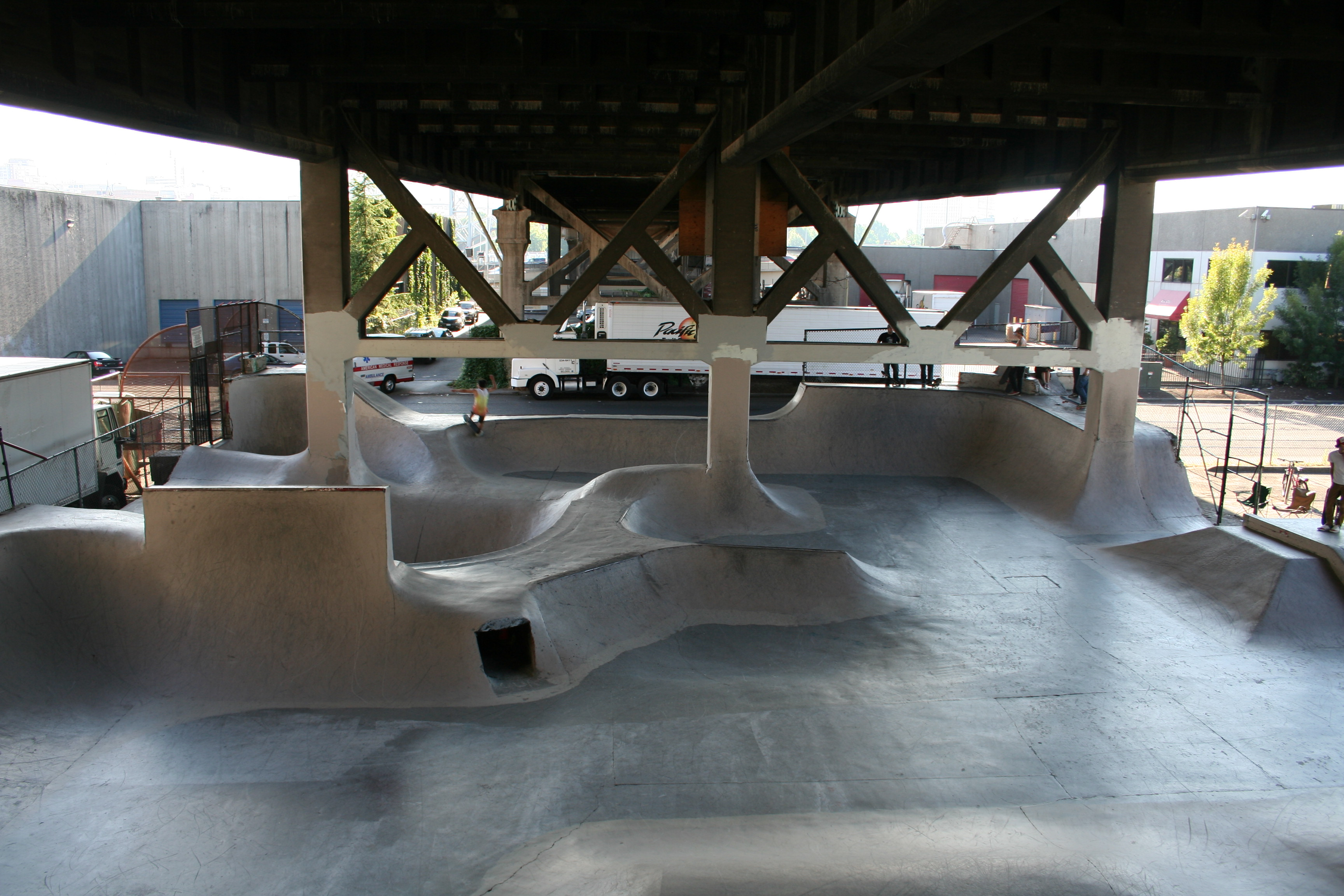
Burnside Skatepark

Le skatepark apparaît dans des jeux vidéo comme Tony Hawk's Pro Skater, Grind Session et Tony Hawk's Pro Skater 3. Il apparaît également dans le film de 1993, Sauvez Willy, le film de 2007, Paranoid Park, et le film de 2008, Intraçable.